# 桂林栲
桂林栲（学名：Castanopsis chinensis），又名中國苦櫧、狗栗、錐、栲栗、米錐，为殼斗科苦櫧屬下的一个种。